# 藤原褒子
藤原 褒子（ふじわら の ほうし、生没年不詳）は、平安時代中期の宇多天皇の御息所。藤原時平の娘。名はよしことも。京極御息所、富小路御息所と呼ばれた。

## 生涯
左大臣藤原時平の次女として生まれる。『俊頼髄脳』によると、当初は醍醐天皇に入内する予定だったがその父の宇多法皇に見初められてそのまま宇多天皇に仕えることとなったらしい。延喜16年（916年）には尚侍になっている。当初は亭子院に住んでいたが、その後河原院に移る。亭子院に住んでいた頃に陽成天皇の皇子元良親王と密通していた。
延喜20年（920年）に雅明親王を出産。この雅明親王は延喜21年（921年）に親王宣下されるが、父親が出家の身だったため醍醐天皇の猶子となっている。延長2年（924年）に従二位。翌年には次男の行明親王を出産し、この親王もまた同じ理由で醍醐天皇の猶子となった。延長4年（926年）には宇多法皇の六十賀を盛大に催し、寵妃としての権勢を振るっていた。しかし、延長7年（929年）に雅明親王が、2年後の承平元年（931年）に宇多法皇が没し、立て続けに近親者を亡くすことになる。天暦2年（948年）には息子の行明親王にも24歳の若さで先立たれ、その後仁和寺にて出家したことがわかっている。
歌人として、延喜21年（921年）に京極御息所歌合を開催したり、伊勢など才覚ある女房を周囲に集めるなど、文化人としての一面もあった。

## 逸話
- 河原院で宇多法皇と褒子が夜を過ごしていると、河原院の元の持ち主である源融の霊が現われ「御息所（褒子）がほしい」と言った。法皇は断ったが、褒子は死んだようにぐったりとしていた。法皇は急ぎ宮中に戻り、僧に祈祷させたところ、褒子は生き返ったという[7]。
- 小倉百人一首に採られている元良親王の歌「わびぬれば今はたおなじ難波なるみをつくしても逢はむとぞ思ふ」は、後撰集の詞書に「事いできてのちに京極御息所につかはしける」とあり、密通が露見した際に褒子に送られたものである[8]。